# Trojka (powieść)
Trojka (ang. The Troika) – wydana w 1997 amerykańska powieść fantastycznonaukowa, autorstwa Stepana Chapmana. Stworzona w surrealistycznym stylu, łączy różne podgatunki fantastyki. Zdobyła Nagrodę im. Philipa K. Dicka. W Polsce ukazała się w ramach serii Uczta Wyobraźni w 2011. Jej tłumaczem został Wojciech Szypuła. 